# Rovegno
Rovegno (ligurisch Roegno) ist eine italienische Gemeinde in der Metropolitanstadt Genua mit 466 Einwohnern (Stand 31. Dezember 2023).

## Lage

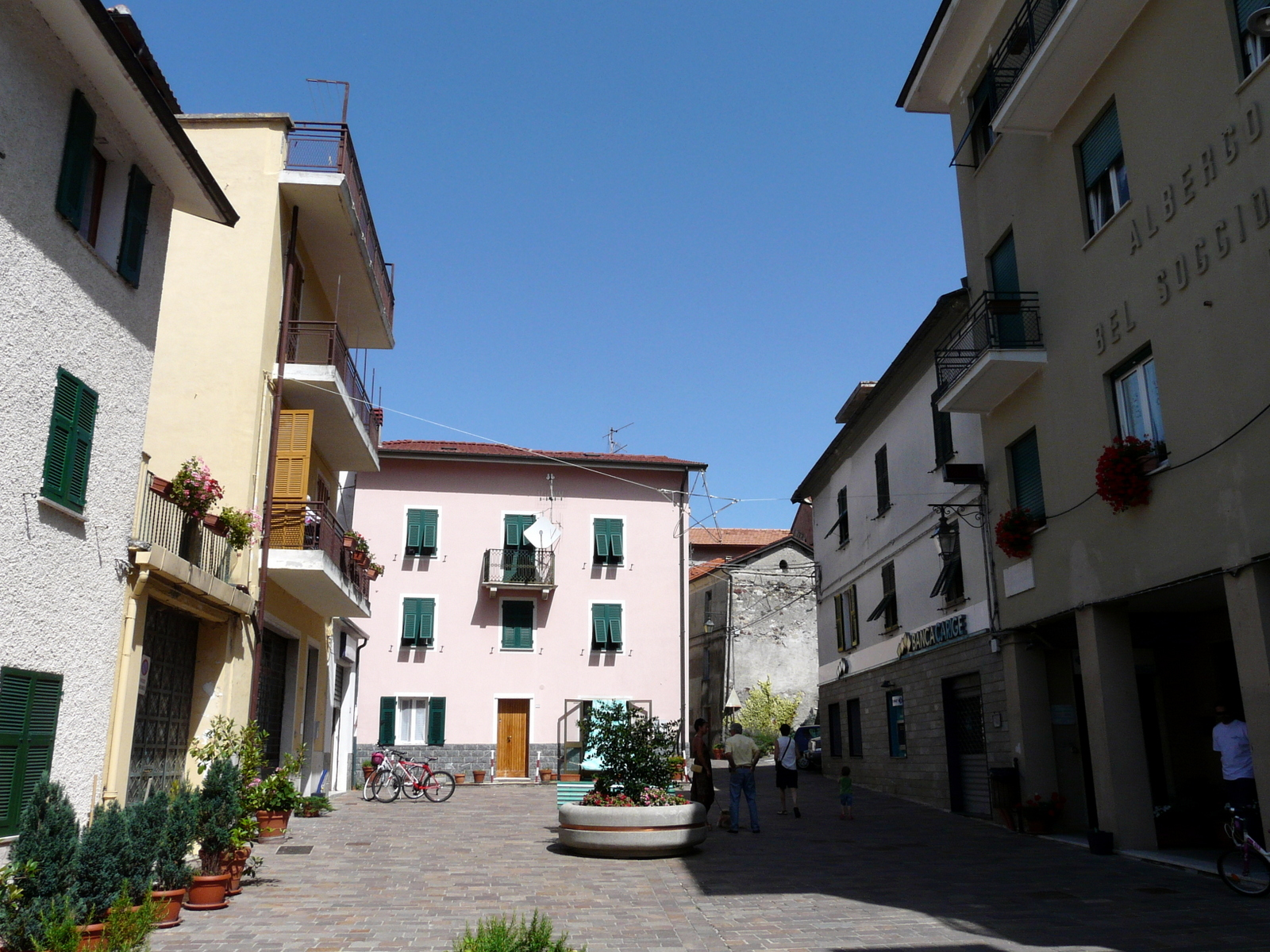
Zentrum von Rovegno

Die Gemeinde liegt im Tal Trebbia im Parco naturale regionale dell’Antola (Regionaler Naturpark Antola). Zusammen mit sieben weiteren Kommunen bildet Rovegno die Berggemeinde Alta Val Trebbia.
Das Territorium des heutigen Rovegno besteht aus einer Vielzahl kleiner Ortschaften und Siedlungen, die 1797, nach dem Fall der Republik Genua, unter der Verwaltung von Napoleon Bonaparte zu einer einzigen Gemeinde zusammengeschlossen wurden, mit dem Verwaltungszentrum Rovegno.
Nach der italienischen Klassifizierung bezüglich seismischer Aktivität wurde Rovegno der Zone 3 zugeordnet. Das bedeutet, dass sich die Gemeinde in einer seismisch wenig aktiven Zone befindet.